# Grupo Radial UDB
Grupo Radial UDB fue el principal conglomerado radiofónico de la Región Metropolitana de Santiago perteneciente al fallecido empresario y excoronel de Ejército, Uros Domic Bezic, junto a su socia Teresa Aránguiz Ramírez.

## Historia
El conglomerado nació en 1988 tras la compra de las radioemisoras Cien y Sintonía, a su sobrino Jorge Saint-Jean Domic, esposo de la cantante Myriam Hernández.
Meses más tarde, se materializa la adquisición de Radio Recreo de Viña del Mar, y finalmente se adopta el nombre de Circuito de Radios Uros Domic Bezic.
En mayo de 1990, el grupo inaugura su más exitosa fórmula, Nina FM, la cual estuvo en los primeros lugares de audiencia y pudo sopesar las crisis económicas que el grupo atravesó en su tiempo de duración.
En el año 1993, el circuito pasa a tener nombre de fantasía de Grupo Radial UDB.

## Cierre y venta de radioemisoras
Entre los años 2001 y 2003, el grupo radial pasa por una severa crisis financiera, el resultado de eso fue la venta de las emisoras Cien de Santiago y Recreo de Viña del Mar, a la transnacional Cristiana Red de Radiodifusión Bíblica, las cuales están bajo el nombre de BBN Radio (BBN Internacional). 
Por ello, sólo mantuvieron presencia en el dial AM con Metropolitana, que finalmente terminó retransmitiendo a tiempo completo la señal de Nina FM.
Finalmente el grupo deja de existir el viernes 29 de diciembre de 2006 con la posterior venta de las radioemisoras Nina, Metropolitana y Sintonía, que pasaron a ser propiedad de Copesa, administradas a través de su división de radios Grupo Dial, las cuales fueron reemplazadas por nuevos proyectos llamados Cariño FM y Club FM.

## Emisoras
- Radio Cien
- Nina FM
- Sintonía FM
- Radio Metropolitana
- Radio Recreo de Viña del Mar